# Circuito del Porto-Trofeo Internazionale Arvedi
Il Circuito del Porto-Trofeo Arvedi è una corsa in linea maschile di ciclismo su strada che si svolge ogni maggio a Cremona, in Italia. Riservata alle categorie Elite e Under-23, dal 2005 fa parte del circuito UCI Europe Tour come prova di classe 1.2. È organizzata dal Club Ciclistico Cremonese 1891 ASD.

## Albo d'oro
Aggiornato all'edizione 2025.
| Anno | Vincitore                             | Secondo                               | Terzo                                 |
| ---- | ------------------------------------- | ------------------------------------- | ------------------------------------- |
| 1967 | Mauro Landini                         | Angelo Cremonesi                      | Mario Negri                           |
| 1968 | Valerio Valenti                       | Eugenio Benelli                       | Valerio Mantovani                     |
| 1969 | Andrea Ciatti                         | Pierluigi Ferraroni                   | Paolo Virminetti                      |
| 1970 | Pietro Algeri                         | Andrea Ciatti                         | Gianfranco Foresti                    |
| 1971 | Gianfranco Foresti                    | Mario Tremolada                       | Alfio Monfredini                      |
| 1972 | Valerio Lualdi                        | Aldo Parecchini                       | Alesio Antonini                       |
| 1973 | Alessandro Cardelli                   | Ettore Rinaldi                        | Maurizio Mantovani                    |
| 1974 | Giuseppe Colombo                      | Bruno Giacomino                       | Franco Calvi                          |
| 1975 | Roberto Ceruti                        | Agostino Bertagnoli                   | Fausto Scotti                         |
| 1976 | Agostino Bertagnoli                   | Giovanni Ferreni                      | Domenico Perani                       |
| 1977 | Mario Noris                           | Maurizio Carrara                      | Luigi Busacchini                      |
| 1978 | Emanuele Seghezzi                     | Emilio Bedendo                        | Duilio Negri                          |
| 1979 | Maurizio Piovani                      | Silvestro Milani                      | Maurizio Orlandi                      |
| 1980 | Silvestro Milani                      | Maurizio Piovani                      | Emanuele Seghezzi                     |
| 1981 | Luigi Ferreri                         | Davide Pollio                         | Antonio Leali                         |
| 1982 | Dario Montani                         | Mauro Ricciutelli                     | Gianfranco Zanovelli                  |
| 1983 | Umberto Viganò                        | Giambattista Zonca                    | Adriano Baffi                         |
| 1984 | Angelo Tosi                           | Giambattista Bardelloni               | Stefano Pedrinazzi                    |
| 1985 | Ettore Badolato                       | Gianni Bugno                          | Ettore Manenti                        |
| 1986 | Ercole Mores                          | Giovanni Fidanza                      | Stefano Breme                         |
| 1987 | Alberto Destro                        | Paolo Tabanelli                       | Ettore Badolato                       |
| 1988 | Luigi Tessaro                         | Biagio Conte                          | Enrico Pezzetti                       |
| 1989 | Riccardo Tarlao                       | Luigi Mauri                           | Luigi Dessi                           |
| 1990 | Angelo Tameni                         | Aladino Vicentini                     | Maurizio Tomi                         |
| 1991 | Claudio Camin                         | Marco Villa                           | Michele Paletti                       |
| 1992 | Nicola Minali                         | Federico Colonna                      | Maurizio Tomi                         |
| 1993 | Federico Colonna                      | Mario Traversoni                      | Mauro Radaelli                        |
| 1994 | Michele Zamboni                       | Simone Zucchi                         | Massimo Falgari                       |
| 1995 | Alberto Destro                        | Nicola Chesini                        | Matteo Frutti                         |
| 1996 | Enrico Bonetti                        | Roberto Zoccarato                     | Nicola Chesini                        |
| 1997 | Cristian Bianchini                    | Walter Castignola                     | Nicola Chesini                        |
| 1998 | Nicola Chesini                        | Oleg Griškin                          | Vasil' Jakovlev                       |
| 1999 | Alessandro Romio                      | Cristian Gobbi                        | Mauro Gerosa                          |
| 2000 | Luciano Pagliarini                    | Angelo Furlan                         | Cristian Bianchini                    |
| 2001 | Juri Alvisi                           | Jurij Ivanov                          | Allan Davis                           |
| 2002 | Stefano Bonini                        | David Garbelli                        | Daniele Della Tommasina               |
| 2003 | Jurij Ivanov                          | Alessandro Ballan                     | Ruslan Pidhornyj                      |
| 2004 | Mattia Gavazzi                        | Danilo Napolitano                     | Paride Grillo                         |
| 2005 | Maximiliano Richeze                   | Honorio Machado                       | Marco Frapporti                       |
| 2006 | Manolo Zanella                        | Marco Cattaneo                        | Konstantin Volik                      |
| 2007 | Jacopo Guarnieri                      | Davide Tortella                       | Edoardo Costanzi                      |
| 2008 | Michele Nodari                        | Marcello Franzini                     | Samuele Marzoli                       |
| 2009 | Filippo Baggio                        | Edoardo Costanzi                      | Andrea Guardini                       |
| 2010 | Marco Amicabile                       | Rafael Andriato                       | Ruslan Karimov                        |
| 2011 | Christian Rossi                       | Christian Delle Stelle                | Edoardo Costanzi                      |
| 2012 | Paolo Simion                          | Nicola Ruffoni                        | Davide Martinelli                     |
| 2013 | Paolo Simion                          | Liam Bertazzo                         | Davide Martinelli                     |
| 2014 | Jakub Mareczko                        | Rino Gasparrini                       | Nicolas Marini                        |
| 2015 | Riccardo Minali                       | Luca Pacioni                          | Matteo Malucelli                      |
| 2016 | Marco Maronese                        | Riccardo Minali                       | Simone Consonni                       |
| 2017 | Imerio Cima                           | Giovanni Lonardi                      | Michael Bresciani                     |
| 2018 | Giovanni Lonardi                      | Moreno Marchetti                      | Ahmed Amine Galdoune                  |
| 2019 | Luca Mozzato                          | Nicolás Gómez Jaramillo               | Yuri Colonna                          |
| 2020 | annullata per la Pandemia di COVID-19 | annullata per la Pandemia di COVID-19 | annullata per la Pandemia di COVID-19 |
| 2021 | Gleb Syrica                           | Nicolás Gómez Jaramillo               | Giovanni Lonardi                      |
| 2022 | Davide Persico                        | Mattia Pinazzi                        | Matteo Fiaschi                        |
| 2023 | Mattia Pinazzi                        | Davide Persico                        | Nicolas Dalla Valle                   |
| 2024 | Jakub Mareczko                        | Simone Buda                           | Alessio Portello                      |
| 2025 | Žak Eržen                             | Christian Fantini                     | Lorenzo Cataldo                       |